# Sapad 2013

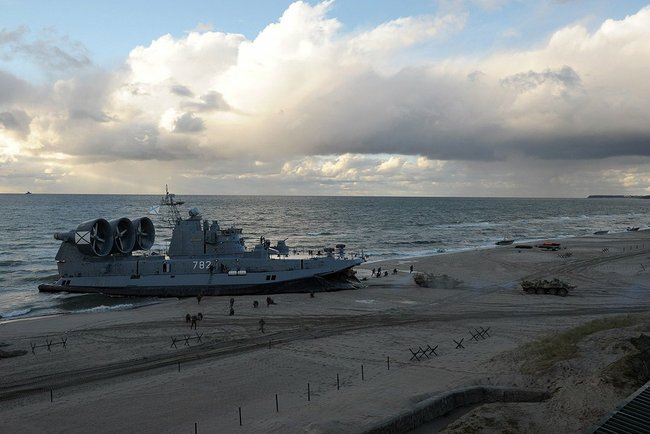
Das Landungsboot Mordowija 782 der Pomornik-Klasse während einer Landungsoperation des Manövers Sapad 2013

Sapad 2013 (russisch Запад-2013 Sapad-2013, englisch Zapad 2013, übersetzt ‚Westen 2013‘) war ein Manöver der russischen und belarussischen Streitkräfte und des russischen Innenministeriums, welches vom 20. bis 26. September 2013 durchgeführt wurde.
Das Manöver hatte eine geographische Ausdehnung von der arktischen Region bis nach Woronesch. Nach russischen Angaben haben etwa 10.000 Soldaten teilgenommen; westliche Beobachter schätzten die Zahl jedoch auf 70.000. Auf russischer Seite waren die Marine, Luftstreitkräfte, Heer, Luftverteidigungs- und Luftlandetruppen, als auch Spezialeinheiten, psychologische Einheiten und medizinische Einheiten beteiligt. Die Inneren Truppen kamen für eine „kurze Inspektion“ vorbei.
Offiziell sollte das Manöver die Kommando- und Kontrollreform, welche 2008 eingeleitet wurde, überprüfen, jedoch wurde das Manöver auch als Reaktion auf andere Manöver gesehen wie zum Beispiel Steadfast Jazz in den baltischen Staaten. Auch wurde beobachtet, dass in dem Manöver alle konventionellen Bereiche geübt wurden, denn nukleare Szenarien wurden bereits bei Sapad 2009 und Wostok 2010 geübt. Im Detail wurde folgendes geübt: Search and Rescue, amphibische Landungen und Gegenangriffe auf amphibische Landungen (siehe Amphibische Kriegsführung), Luft- und Bodenangriffe, U-Jagd, Angriffe mit Langstrecken-Marschflugkörpern, Luftlandungen und Luftsturmangriff. Daneben wurde auch das Verhalten bei einem Angriff sogenannter baltischer Terroristen geübt. Allerdings erklärte Generalstabschef Waleri Gerassimow beschwichtigend, dass sich das Szenario gegen keinen Staat richte, sondern nur Terrorismusbekämpfung beinhalte.
Geleitet wurde das Manöver von General Waleri Wassiljewitsch Gerassimow.